# Ђорђе Т. Петковић
Ђорђе Т. Петковић-Брале (Будимпешта, 21. септембар 1907 — Београд, 1. децембар 1981) био је машински инжењер и конструктор авиона.

## Биографија
Основну школу и гимназију Ђорђе Петковић је завршио у Београду 1926, а на Машинско-електротехничком одсеку Техничког Факултета Универзитета у Београду, дипломирао је јуна 1932. године. Од 1933. до 1935. специјализирао је аеронаутику на факултету (Faculté des sciences) универзитета Сорбона (Sorbonne) у Паризу. Истовремено, био је и на специјализацији у l'Institut Aérotechnique de Saint-Cyr-l'École (Аеронаутичком институту за научна истраживања Сен Сир), где се као сарадник професора Тусена бавио научно-истраживачким радом.

### Радна биографија
У периоду од 1936. до 1941. године инж.Ђорђе Т. Петковић је радио у земунској фабрици авиона „Икарус“у својству руководиоца различитих одељења, а једно време је био и шеф конструкционог одељења фабрике. У том периоду 1939 и 1940. године су биле најуспешније пословне године Икаруса, серијски су се производили ловачки авиони по британској лиценци Хокер фјури и бомбардери Бристол Бленим. Паралелно са редовном серијском производњом одвијала се интензивна израда прототипова нових авиона домаћих конструкција: Аеро-2, Б-5, ММ-2 и Оркан. Авион Аеро-2 су конструисали инж. Борис Цијан и инж. Ђорђе Петковић-Брале ван радног времена учествујући на конкурсу за пројект школског авиона.
Током рата радио је у „Икарусу“, и „Рогожарском“, а ослобођење је дочекао у једној столарској радионици у Београду, радећи на обнављању оштећених цртежа авиона Аеро-2, које је кришом успео да спасе из „Икаруса“.
Од новембра 1944. до краја 1953. радио је наизменично у Управи војне индустрије, и фабрикама „Икарус“ и „Утва“. У том периоду радио је на авионима Тројка, помагао проф. Д. Станкову на реализацији двомоторног бомбардера Икарус 215, са инж. Телешовим израдио начелне пројекте двомоторног транспортног авиона вишеструке намене и лаког двомоторног бомбардера.
Поред рада на пројектовању авиона, Петковић је у периоду од 1948. до 1950. конструисао и прве потпуно домаће стајне трапове од Пеђ-1 до и Пеђ-4, уграђиване на авионима Аеро-2 и Аеро-3, као и пловке за хидроавионе Аеро-2Х.
Од 1953. године коначно је прешао у „Утву“ Панчево, где ради као шефа КБ и главни конструктор. У то време настају његове конструкције Аеро-3 и предпројекти школских авиона на млазни погон Утва П-1, П-2 и П-3. Када је одлучено да се при ВТИ у Жаркову формира и конструкторска делатност, инж. Петковић је јануара 1958. прешао у Институт у коме је радио као самостални конструктор а затим и начелник Одсека за пројектовање и конструкцију авиона. Дао је значајан допринос у пројектовању авиона Галеб и Јастреб, а био је на челу групе која је израдила пројекте авиона Крагуј. Сви ти авиони серијски су произвођени у фабрици „Соко“ у Мостару.
У пензију је отишао 1967. године као виши научни саветник ВТИ-а (Ваздухопловног техничког института).

### Пројекти авиона
- Аеро 1 - једномоторни школски двосед дрвене конструкције (1939) конкурс Аероклуба
- Аеро 2 - једномоторни школски двосед дрвене конструкције (1940) конкурс КВВ
- Тројка - једномоторни туристички двосед нискокрилац дрвене конструкције. (1948) произведено 80 авиона
- Икарус 215 - вишенаменски двомоторни авион заједнички рад са проф. Д.Станков (1948-1949) прототип
- Аеро 3 - једномоторни школски двосед са Лајкоминг мотором (1955) произведено 110 авиона у Утви
- Утва П-1, П-2 и П-3 - предпројекти школских авиона на млазни погон (1955- 1956) конкурс КРВ
- Галеб - школски авион на млазни погон (1958. - 1960)
- Јастреб - јуришни авион на млазни погон (1971)
- Крагуј - лаки јуришни авион са Лајкоминг мотором (1962)